# Lukáš Palko
Lukáš Palko (* 17. květen 1990) je český fotbalový obránce, hráč klubu MFK Frýdek-Místek. Mimo Českou republiku působil na klubové úrovni ve Švýcarsku.

## Klubová kariéra
Svou fotbalovou kariéru začal v malém pražském klubu TJ Háje, odkud v roce 1998 jako osmiletý přestoupil do SK Slavia Praha. V sezóně 2010/11 byl povolán do slávistického A-týmu, ligový zápas si však nezahrál, pouze třikrát seděl na lavičce náhradníků a odehrál jeden zápas Ondrášovka Cupu. V únoru 2012 byl vyslán na půlroční hostování do prvoligového Slovácka. V srpnu 2012 podepsal smlouvu ve švýcarském SC Kriens, kde odehrál jednu sezónu. Po skončení byl od léta 2013 bez angažmá.
V únoru 2014 posílil druholigový MFK Frýdek-Místek, kde byl v listopadu 2014 na testech. Trenér Duhan si jej pozval i na zimní přípravu a poté došlo k dohodě.